# Ardaneaskan
Ardaneaskan (Schots-Gaelisch: Àird nan Easgann) is een dorp op de noordelijke oevers van Loch Carron in de Schotse lieutenancy Ross and Cromarty in het raadsgebied Highland.